# Juan Matute Guimón
Juan Matute Guimón (Madrid, 14 de noviembre de 1997) es un jinete hispano-estadounidense. Compitió en los Juegos Ecuestres Mundiales de Tryon 2018 y en varios Campeonatos Europeos Juveniles.

## Biografía
Juan es hijo del jinete español Juan Matute Azpitarte, que compitió en los Juegos Olímpicos de Seúl 1988, Barcelona 1992 y Atlanta 1996.
Juan empezó a montar a caballo a los seis años en España. En 2008 se mudó a Estados Unidos, donde se instaló en Wellington (Florida), donde su padre trabajaba como entrenador. En 2018 obtuvo la ciudadanía estadounidense tras diez años viviendo en Estados Unidos. En 2018 regresó a España, donde quería centrarse en sus estudios de Relaciones Internacionales en la Universidad Francisco de Vitoria (Madrid) y consolidar su carrera ecuestre en Europa. Empezó a montar al más alto nivel de Doma clásica a los dieciséis años. También representa a la Federación Ecuestre Internacional FEI en varios medios de comunicación y fue el presentador de los Premios FEI en 2018 y 2019.
Su hermana, Paula Matute, también es jinete internacional de doma clásica y reside en Wellington. Tiene un hermano menor que no compite.
Juan habla con fluidez inglés, español y alemán.

### Grave accidente
El martes 5 de mayo de 2020, ingresó en el hospital por una malformación arteriovenosa y una hemorragia cerebral. Tras sufrir varias cefaleas la semana anterior al accidente, se sintió mal después de montar a caballo. Se bajó del caballo y se desplomó. Posteriormente, fue trasladado en helicóptero al Hospital Universitario La Paz (Madrid), en estado crítico, donde fue operado de la hemorragia cerebral. Juan permaneció en coma inducido durante tres semanas. El 3 de julio, salió del hospital y se le permitió iniciar su rehabilitación.
El éxito de la operación, cuando apenas había esperanzas de curación y el hecho de que familiares y amigos rezaran por él, ha hecho pensar a Juan y a sus allegados que su curación ha sido producida por un milagro, ya que apenas había esperanza de curación. 
Tres meses después del accidente retomó poco a poco su entrenamiento, con los que consiguió competir en el Campeonato de España, celebrado cinco meses después del derrame. Con ello se demostró a si mismo “que los milagros existen, pero que hay que esforzarse por conseguir los objetivos”.